# 高彥暉
高彦晖（？—965年）。渔阳（今天津蓟州区）人。北宋初将领。
高彦晖在辽国担任瀛州守将。周世宗北伐，他以瀛州城归降，历任耀州、阶州二州刺史。宋太祖乾德二年（964年），宋朝大军伐后蜀，高彦晖为归州路先锋都指挥使。乾德三年（965年），蜀将全师雄起事，高彦晖与田钦祚率兵至导江，遭到埋伏，田钦祚逃走，高彦晖与部下十余骑力战而死。时年七十余岁。